# Orense
Pour les articles homonymes, voir Orense (homonymie).
Orense (en galicien et officiellement : Ourense) est une ville d'Espagne, dans la communauté autonome de Galice, capitale de la province d'Ourense. Elle est traversée par le fleuve Miño. Sa population est de 104 596 habitants (en 2021). Elle est la 3e commune de Galice par sa population.

## Toponymie
- Ourense est la dénomination officielle, adoptée par le gouvernement de la communauté autonome de Galice conformément à la loi, utilisée en particulier dans les textes officiels de l'État espagnol.
- Orense est le toponyme adapté du toponyme galicien  Ourense, officiel jusqu'en 1998, recommandé pour son usage en castillan par l'Académie royale espagnole (Real Academia Española), et il est donc utilisé parfois dans les documents non officiels et dans les conversations en castillan.

## Géographie
La cité antique d'Auria est située sur les deux rives du Minho dans la partie méridionale de la Galice. La ville enclavée au fond d'une vallée, connait un microclimat conjuguant des pluies abondantes (climat océanique), et des températures très élevées en été par l'effet de serre. Les hivers sont doux avec des minima descendant rarement en dessous de 0 °C. En raison de l'emplacement en fond de vallée, les étés peuvent être très chauds et la température excède souvent les 35°.
Le fleuve sépare la partie ouest, secteur industriel, du centre de la ville. Trois routes et un pont de chemin de fer traversent le fleuve en plus du célèbre pont romain, qui est maintenant fermé à la circulation des véhicules.
Ourense est un nœud de communication entre Madrid et la côte galicienne (Vigo, Pontevedra, La Corogne). Elle est une étape du chemin de Saint-Jacques, sur l'itinéraire qui vient d'Andalousie appelé Ruta da Prata.
Réputée pour ses sources d'eau chaude connues depuis l'Antiquité.

### Voies de communications et transports

#### Voies routières
L'autoroute espagnole A-52, reliant Vigo à Benavente, dessert Ourense.

#### Chemin de fer
Ourense est desservie par une gare qui dispose notamment du service AVE en lien avec Madrid. Le quartier de San Francisco dispose d'une halte ferroviaire sur la ligne Zamora-La Corogne.

## Histoire
Baptisée par les Romains la « cité de l'or » (Auriense) à cause de l'abondance de ce métal, elle fut une importante cité de la province romaine d'Hispania jusqu'à ce que ses réserves d'or s'épuisent.
Ancienne cité romaine et capitale des Suèves (VIe et VIIe siècles), elle a été détruite par les Maures en 716.
Elle a été reconstruite plus tard par Alphonse III des Asturies aux environs de 877. Les raids Vikings, ainsi que des attaques du chef de guerre arabe Al-Mansour, ont mis à mal la ville à plusieurs reprises.
Ce n'est que sous Sanche II de Castille et sa sœur Elvira, dame de Toro, que la ville a été réinstallée au cours du XIe siècle. C'est au XIIe siècle qu'Orense est devenue un important centre de services.

## Lieux et monuments
La ville a trois parties : la médiévale, la zone d'expansion du XIXe siècle, et le périmètre moderne. La cité médiévale, avec ses rues étroites, ses places minuscules a été rénovée et connait une activité de centre-ville avec des restaurants typiques et des bars. La Praza Maior est le centre de la vie urbaine avec ses magasins à arcades et l'hôtel de ville.
- La cathédrale Saint Martin, romano-gothique, est dédiée à saint Martin de Tours, saint patron de la ville. Cette cathédrale (fondée en 572 et reconstruite au XIIIe siècle) est la deuxième plus ancienne en Galice. Elle occupe le même site que la basilique suève qui était là dans les périodes antérieures.

Elle mélange les styles roman et gothique, et contient une façade avec la Porte du paradis à l'imitation de la Porte de la Gloire de la Cathédrale de Saint-Jacques-de-Compostelle. À l'intérieur, la Capilla del Cristo (chapelle du Christ) du XVIe siècle, contient un crucifix vénéré dans toute la Galice.
Le Minho est traversé à Ourense par l'un des ponts les plus anciens en Espagne, le Ponte Vella. Avec des fondations romaines, il fut reconstruit par Mgr Lorenzo en 1230 et souvent réparé depuis lors ; il dispose de sept arches avec une portée centrale de 43 m. Il est maintenant fermé à la circulation automobile.
Un autre monument important est l'ancien palais épiscopal, qui abrite le Musée Archéologique Provincial. Les collections qui s'y trouvent constituent une intéressante série de l'âge du bronze, ainsi que divers objets romains et romans.

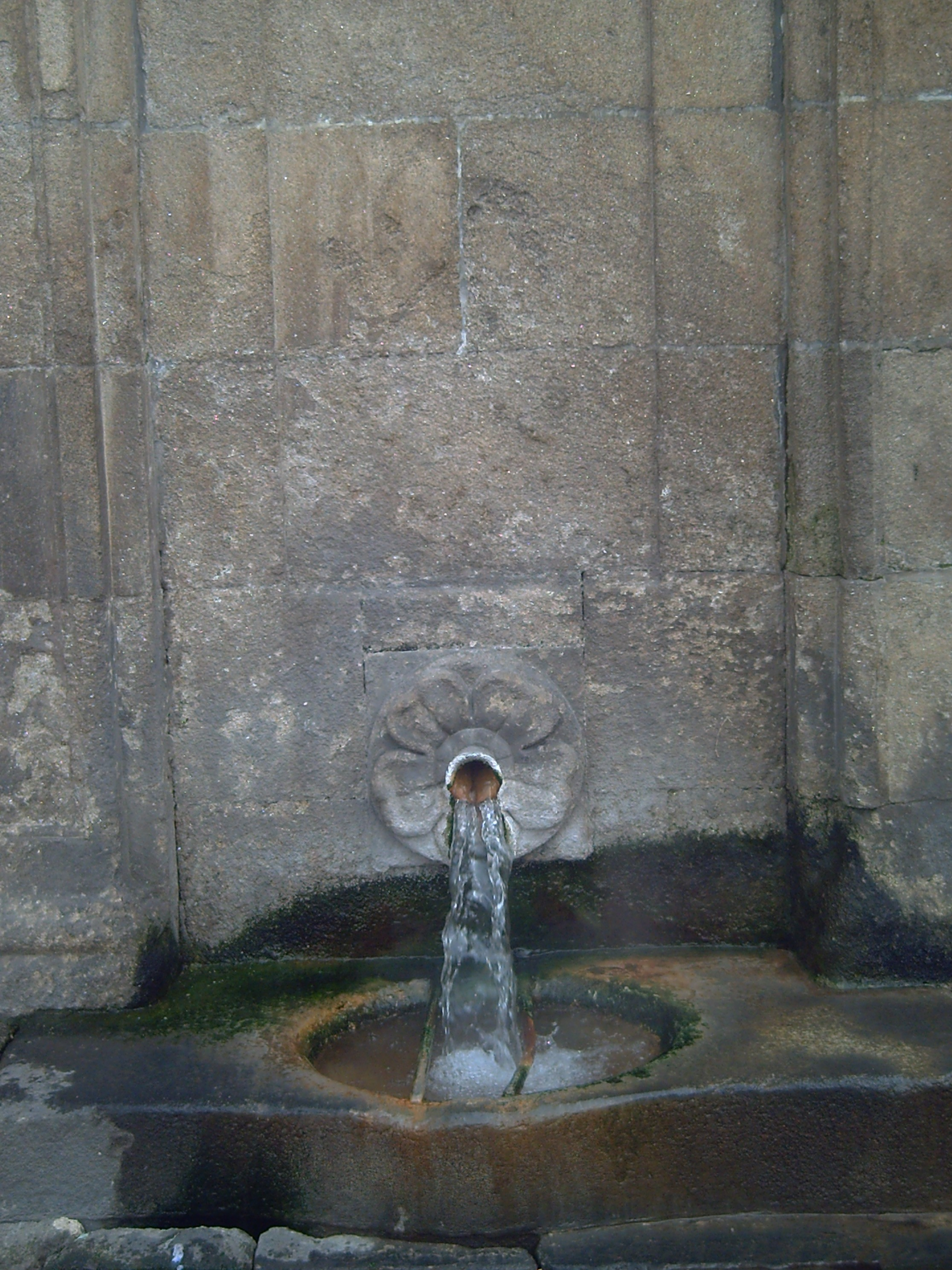
"As Burgas", qui signifie eaux bouillantes en galicien. Il s'agit d'une piscine thermale.
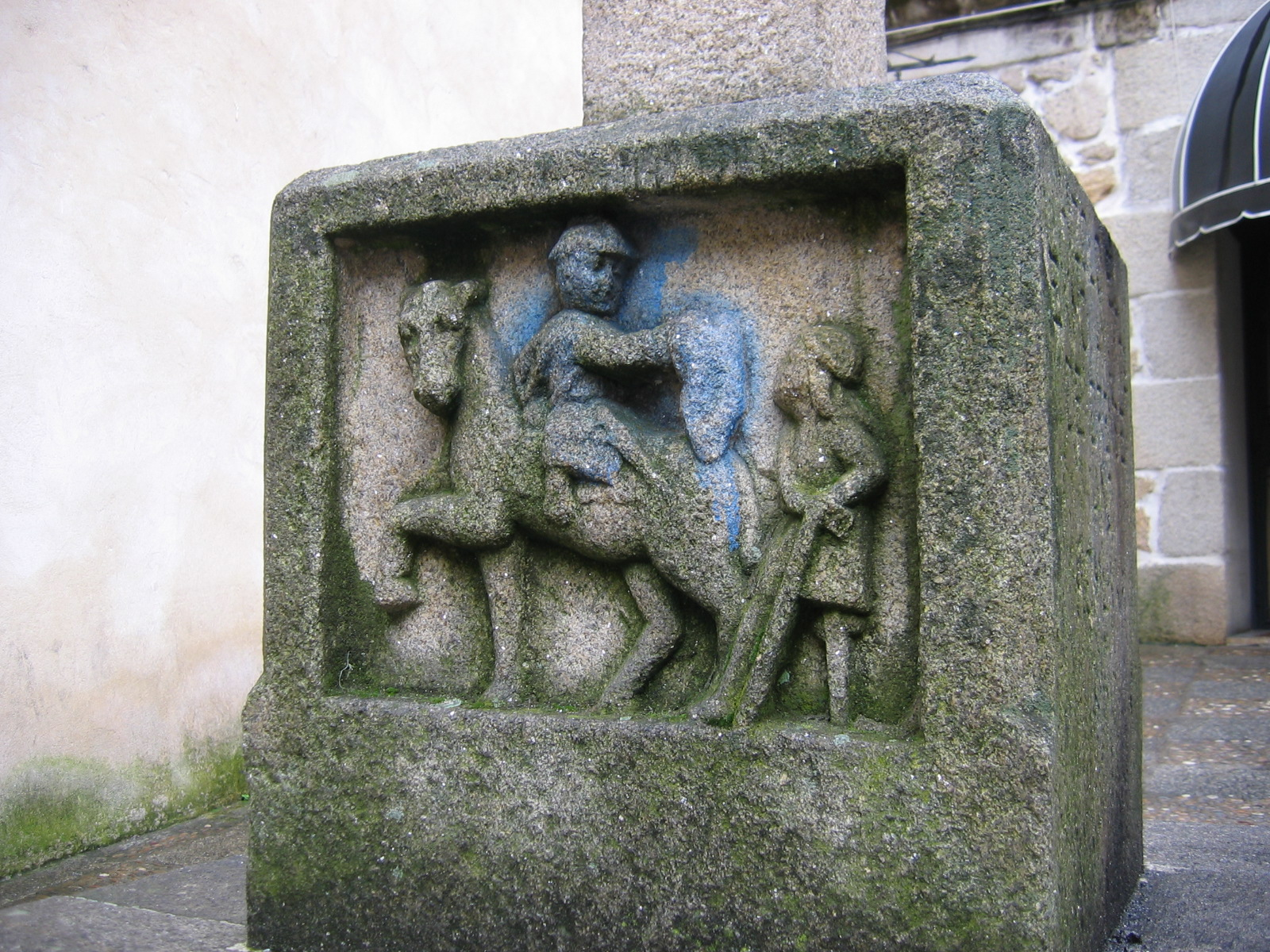
Saint Martin de Tours à la base d'une croix monumentale moderne, à Ourense.
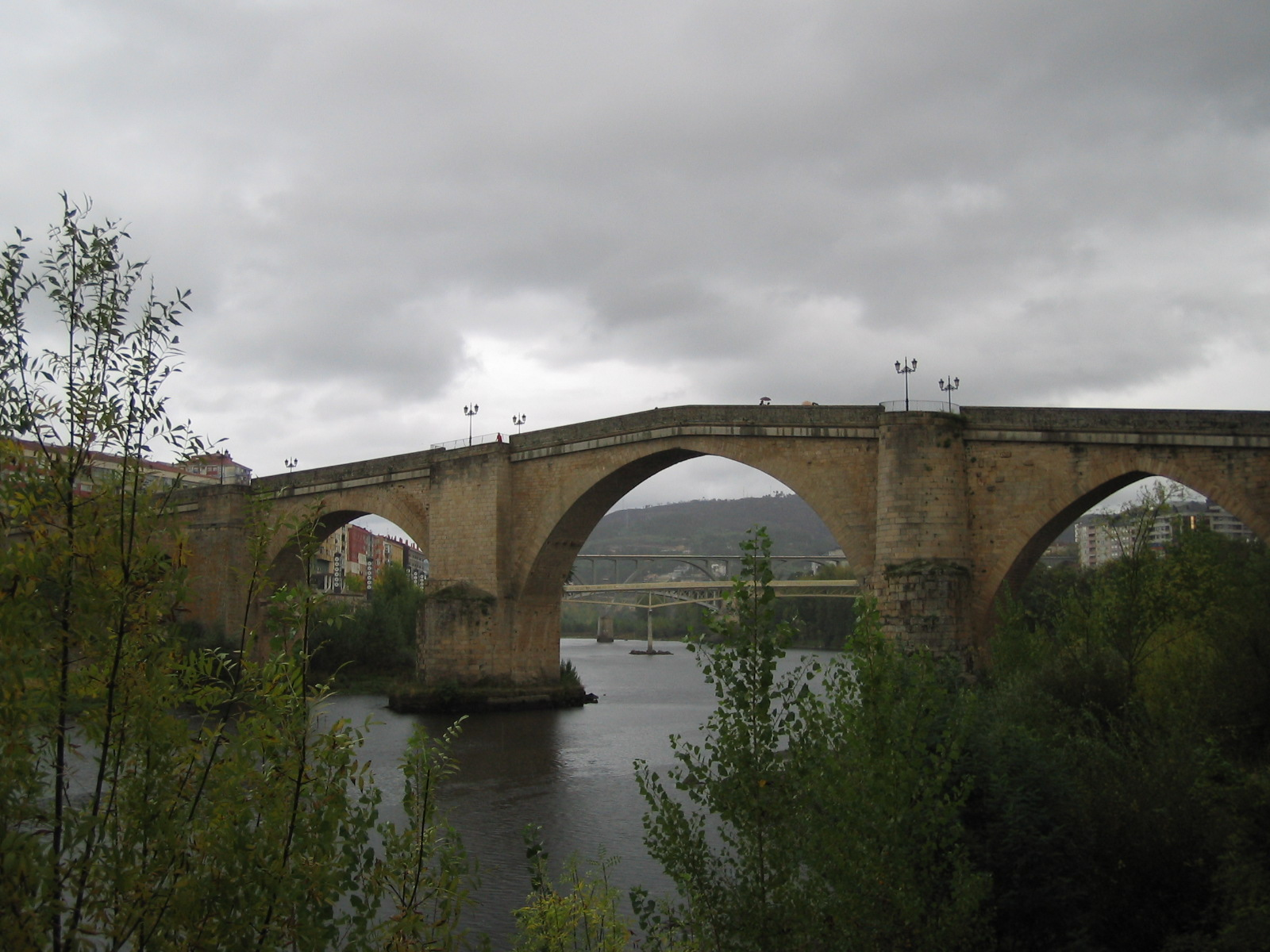
Le pont romain sur le fleuve Miño
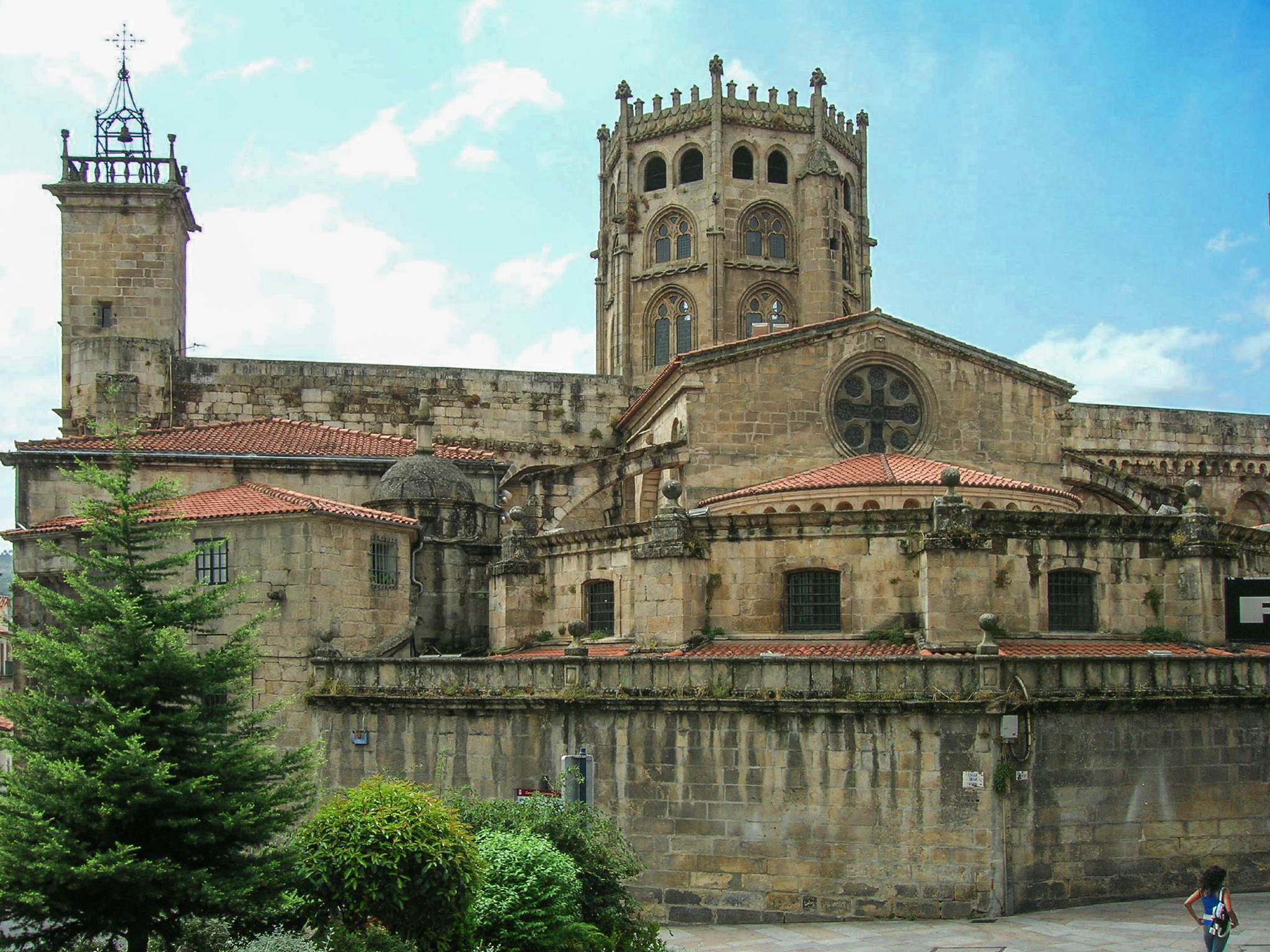
Cathédrale d'Ourense dédiée au saint patron de la ville, saint Martin de Tours.
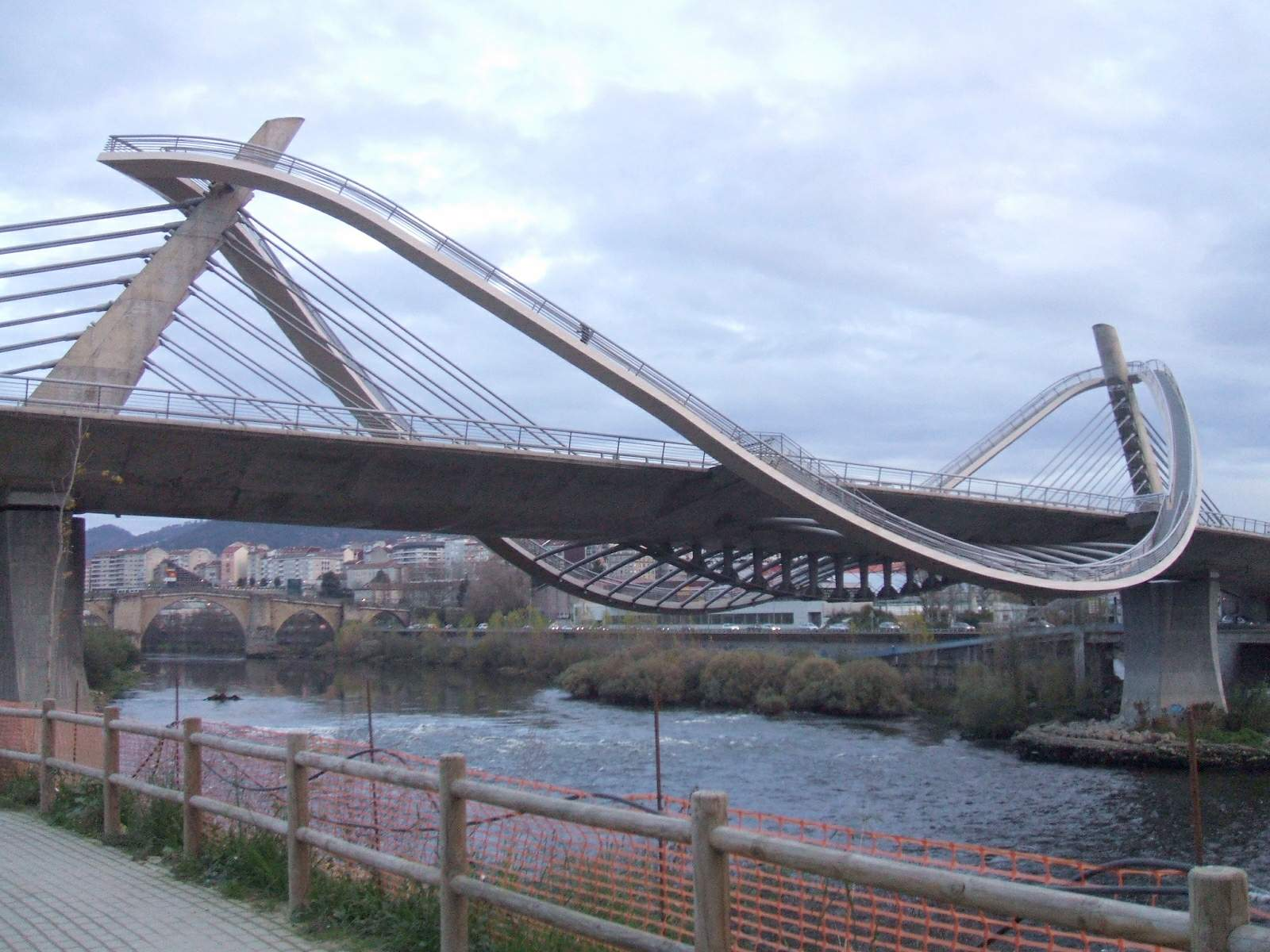
Ponte do Milenio : ce pont peut se traverser en voiture mais aussi à pied par les escaliers qui se trouvent autour.
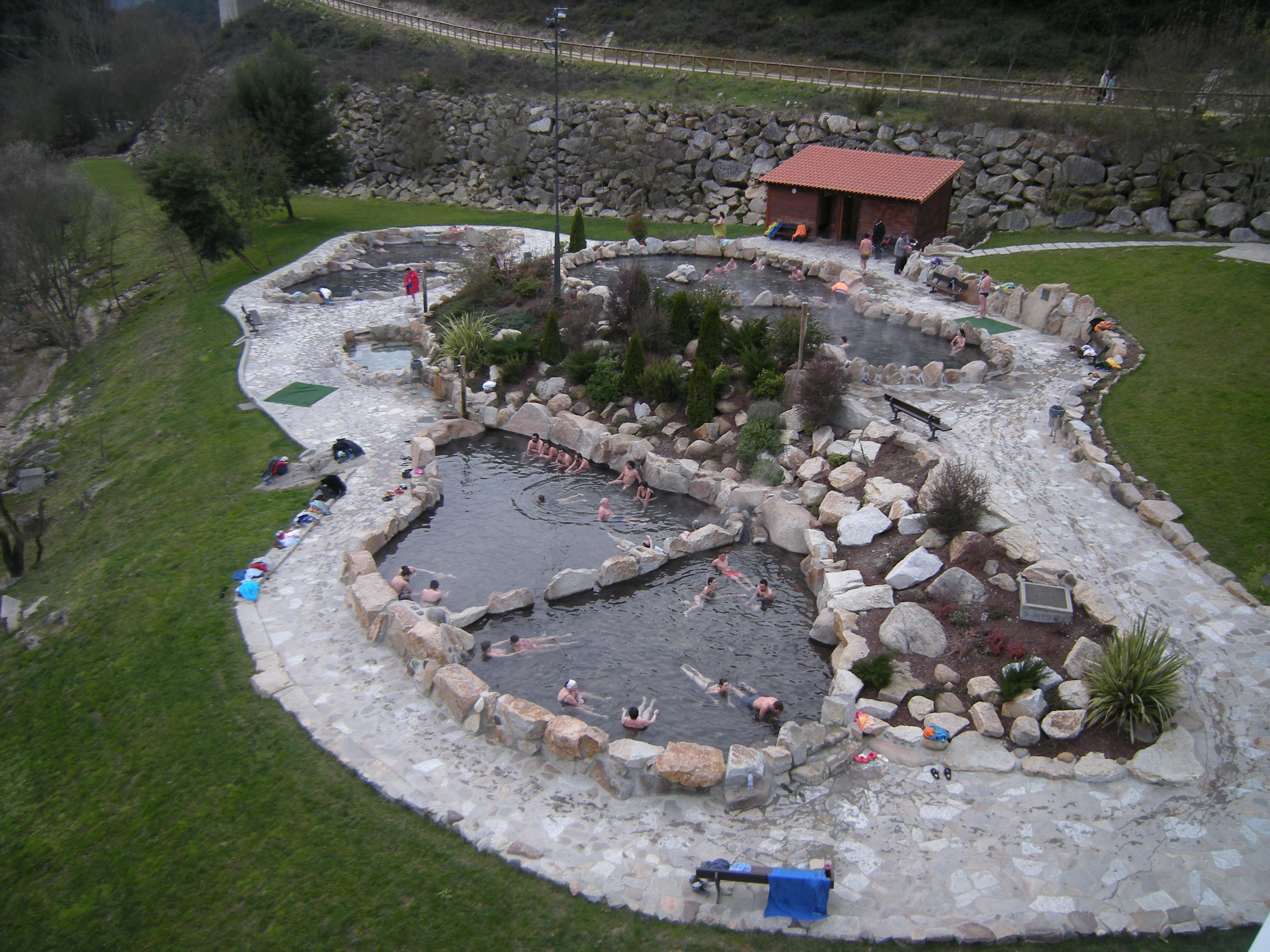
Termas de Outariz : il s'agit d'un parc thermal à thème japonais.

## Économie
Traditionnellement, la ville avait des scieries, des minoteries, des fonderies de fer et certaines industries légères, mais la majeure partie a disparu. Les industries légères encore existantes sont à proximité dans la zone industrielle de San Cibrao das Viñas, y compris les usines de vêtements. L'un des stylistes les plus importants d'Espagne, Adolfo Domínguez, est natif d'Ourense.
L'une des grandes entreprises à Ourense est La Región, SA, propriétaire du journal provincial La Région et d'autres médias du sud de la Galice.

## Personnalités
- Eduardo Blanco Amor, écrivain et journaliste (1897- 1979)
- Xosé Ramón Fernández-Oxea (Ben-Cho-Shey), écrivain et intellectuel (1896 - 1988)
- Valentín Lamas Carvajal, écrivain et journaliste (1849 - 1906). Fondateur du premier journal écrit entièrement en galicien "O tío Marcos da Portela"
- Florentino López Cuevillas, écrivain, intellectuel et archéologue (1886 - 1958)
- Vicente Risco, intellectuel, père du galléguisme contemporain (1884 - 1963)
- Ramón Otero Pedrayo, écrivain et intellectuel (1888 - 1976)
- Albino Núñez Domínguez (1901-1974), écrivain, pédagogue et poète
- José Ángel Valente, poète (1929 - 2000)
- Xosé Luís Méndez Ferrín, écrivain (1938-), Président de la Real Academia Galega de 2010 à 2013
- Les parents de Julio Iglesias (1943-), chanteur
- María Antonia Iglesias (1945-2014), femme de lettres et journaliste
- Eduardo Gonzalez Alvarez, musicien
- Elena Salgado (1949-), femme politique
- Adolfo Domínguez (1950-), styliste
- Chus Pato (1955-), poétesse
- Elena Espinosa (1960-), femme politique
- Alberto Núñez Feijóo (1961-), homme politique
- José Antonio Vázquez Taín (1968-), magistrat
- Los Suaves, groupe de rock, actif en 1979-2016
- Ismael Santos (1972-), basketteur
- Rodrigo Cortés (1973-), réalisateur
- Francisco Noguerol (1976-), footballeur
- Miguel Ángel González Suárez (1981-), footballeur
- Miryam Gallego (1976-), comédienne
- Borja Fernández (1981-), footballeur
- Sara Casasnovas (1984-), actrice et cinéaste
- Marta Bobo (en) (1986-), gymnaste
- Diego Seoane (1988-), footballeur
- Vanja Milinković-Savić, footballeur (1997-)

## Jumelages
| Quimper (France) Tlalnepantla de Baz (Mexique) Vila Real (Portugal) Maracaïbo (Venezuela) Les localités jumelées avec Ourense |